# Coll de Nargó
Coll de Nargó es un municipio español de la comarca del Alto Urgel, en la provincia de Lérida. Según datos de 2018 su población era de 549 habitantes. Incluye los núcleos de Gabarra, Les Masíes Montanisell, Sellent y Valldarques. 
Situado a la derecha del río Segre y junto al embalse de Oliana, pasan por su término también los ríos de Perles y Sellent.

## Historia
El término está documentado desde el año 988 y el pueblo de Nargó en 1076. Pertenecía al condado de Urgel. En 1097 el conde Ermengol V de Urgel, donó a Guitard, señor de Caboet, los castillos y villas del lugar llamado Nargó. A partir de 1278 la jurisdicción del sitio pasó totalmente a los vizcondes de Castellbó gracias a la renuncia por parte del obispado de Urgel de los derechos que poseían sobre estas tierras.

## Demografía
Cuenta con una población de 587 habitantes (INE 2024).
| Gráfica de evolución demográfica de Coll de Nargó entre 1842 y 2021 |
| |
| Población de derecho según los censos de población del INE Población de hecho según los censos de población del INEEntre el censo de 1857 y el anterior, crece el término del municipio porque incorpora a 255379 (Valldarques) Entre el censo de 1970 y el anterior, crece el término del municipio porque incorpora a 25544 (Gabarra), 25558 (Montanisell) |

## Cultura

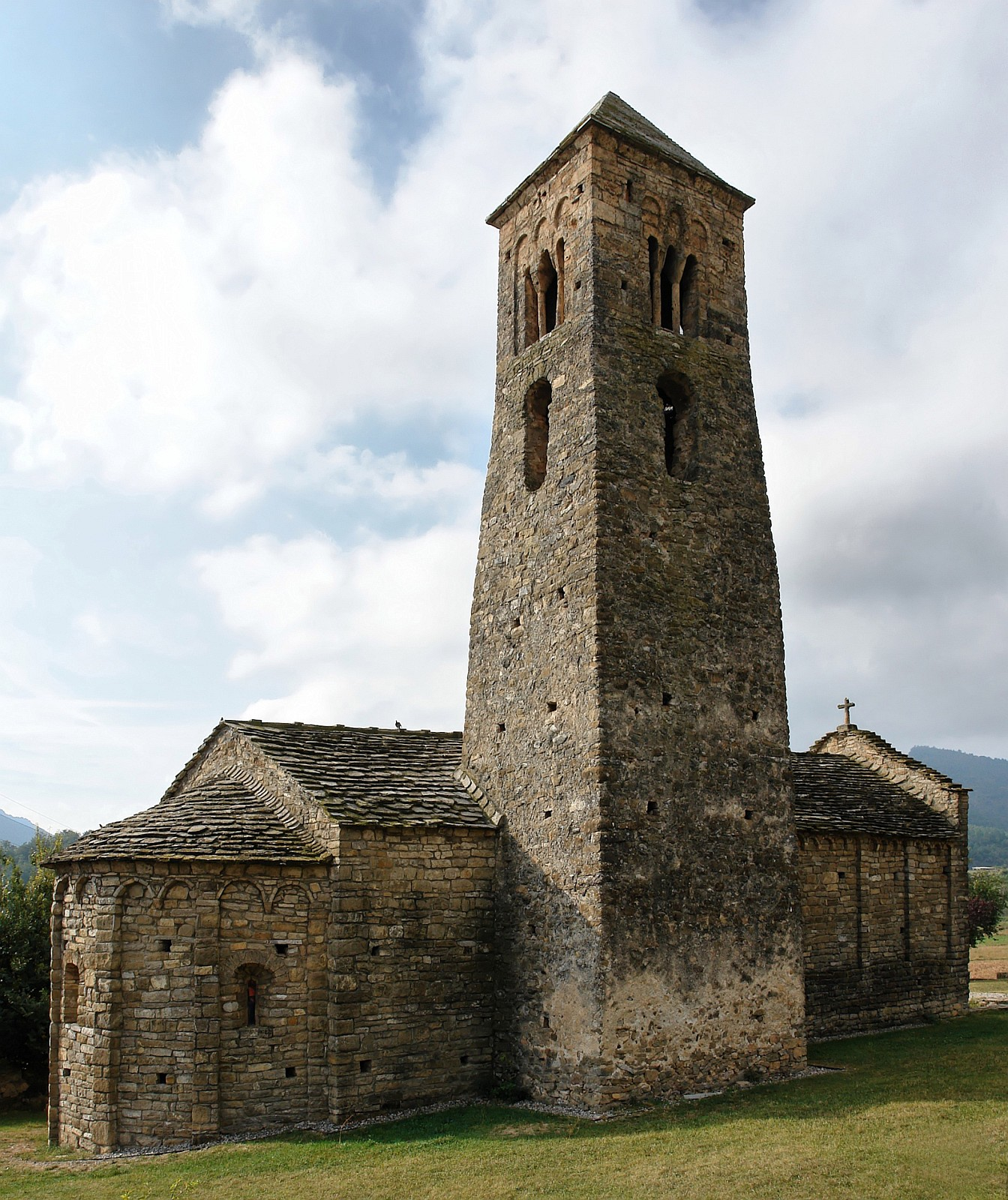
Iglesia de San Clemente (Siglo X-XI)
.

La actual iglesia parroquial es un edificio del año 1171, dedicada a San Clemente. Es un edificio de nave única, con capillas laterales y campanario adosado. Cerca del cementerio se encuentra la iglesia de San Climent, un edificio románico de nave única con cubierta de bóveda de cañón.
En Montanisell se encuentra el templo románico de Sat Juan. Es de una sola nave, con bóveda apuntada y ábside semicircular. La fachada está decorada con arquerías lombardas. Cerca de Montanisell se encuentran las Cuevas de Ormini, que presentan formaciones de estalactitas y estalagmita.
En Gavarra se encuentran los restos de otra iglesia románica dedicada a San Saturnino. Únicamente se mantienen en pie la nave y el campanario. El ábside se derrumbó en el siglo XVII durante unas obras de ampliación y tan solo queda el arco triunfal. Se conservan tres imágenes barrocas que se encontraban en su interior; dos de ellas mantienen aún la policromía original.
Coll de Nargó celebra su fiesta mayor el 25 de julio, festividad de San Jaime. Durante el mes de agosto tiene lugar un descenso de raiers por el río Segre.

## Economía
Su economía es ante todo agrícola y de ganadería bovina. Tiene abundantes recursos forestales e industria láctea. Algunos de sus habitantes viven de los rovellones y las trufas.